# Escalate (Aimerの曲)
『escalate』（エスカレート）は、2023年3月1日にSACRA MUSICから発売されたAimerの21stシングル。

## 概要
表題曲『escalate』はテレビアニメ『NieR:Automata Ver1.1a』の第1クールオープニングテーマに使用されている。
カップリング曲としてゲーム『NieR:Automata』とのコラボ曲であるamazarashiの『命にふさわしい』のカバー、JRAブランドCMソング『crossovers』を収録。

### 仕様
「通常盤」「初回生産限定盤」「期間生産限定盤」の3形態で発売。期間生産限定盤にはアニメ『NieR:Automata Ver1.1a』のノンクレジットOP映像を、初回生産限定盤にはMVを収録したDVDが付属する。また、期間生産限定盤のジャケットは『NieR:Automata Ver1.1a』のイラストを使用した。

## 収録曲
| #  | タイトル                                                                                     | 作詞        | 作曲       | 時間 |
| -- | -------------------------------------------------------------------------------------------- | ----------- | ---------- | ---- |
| 1. | 「escalate」                                                                                 | aimerrhythm | 春尾ヨシダ | 5:06 |
| 2. | 「命にふさわしい」                                                                           | 秋田ひろむ  | 秋田ひろむ | 5:59 |
| 3. | 「crossovers」                                                                               | aimerrhythm | 大濱健悟   | 4:46 |
| 4. | 「escalate -Instrumental-」(通常盤・初回生産限定盤に収録)                                    |             |            |      |
| 5. | 「escalate -TV size-」(期間生産限定盤に収録)                                                 |             |            |      |
| 6. | 「「escalate」 MUSIC VIDEO」(DVD、初回生産限定盤に収録)                                      |             |            |      |
| 7. | 「アニメ『NieR:Automata Ver1.1a』ノンクレジットオープニング映像」(DVD、期間生産限定盤に収録) |             |            |      |

## 演奏
- 大西省吾：Programming & All Other Instruments (#1)
- 飛内将大：Programming & All Other Instruments (#2)
- 百田留衣：Programming & All Other Instruments (#3)
- 室屋光一郎ストリングス：Strings (#2)